# I. e. 673
Évszázadok: i. e. 8. század – i. e. 7. század – i. e. 6. század
Évtizedek: i. e. 720-as évek – i. e. 710-es évek – i. e. 700-as évek – i. e. 690-es évek – i. e. 680-as évek – i. e. 670-es évek – i. e. 660-as évek – i. e. 650-es évek – i. e. 640-es évek – i. e. 630-as évek – i. e. 620-as évek
Évek: i. e. 678 – i. e. 677 – i. e. 676 – i. e. 675 –  i. e. 674 – i. e. 673 – i. e. 672 – i. e. 671 – i. e. 670 – i. e. 669 – i. e. 668

## Események
- A lokrisziak megalapítják Itáliában Lokroi Epizephüroi városát.
- A szkíták győzelmet aratnak a kimmerek és az asszírok ellen.